# کارنیتین
کارنیتین یا ال-کارنیتین (به انگلیسی: Carnitine) از اسیدهای آمینه لیزین و متیونین ساخته شده و موجب آزاد سازی انرژی از یاخته های چربی می شود.
این ماده موجب انتقال اسیدهای چرب به داخل میتوکندری می‌شود. کارنیتین در بافت عضلات و کبد ساخته می‌شود و  در برخی مواد غذایی مانند گوشت، گوشت طیور، ماهی، و برخی از فراورده‌های لبنی وجود دارد. کارنیتین نوعی مکمل غذایی است. 
با وجود آنکه مصرف مکمل کارنیتین در بین ورزشکاران — برای بهبود عملکرد ورزشی و یا ریکاوری — رواج بسیاری دارد، اما در پزشکی مبتنی بر شواهد، نتایج مکفی وجود ندارد که نشان دهد این مکمل فوایدی در این زمینه دارد.
در بیماران مبتلا به گالاکتوزمی ، توصیه نمی‌شود و منع مصرف دارد

## کارکرد
وظیفه اصلی کارنیتین در بدن کمک به سوخت و ساز و تبدیل غذا به انرژی می‌باشد. کارنیتین این عمل را از طریق انتقال اسیدهای چرب بلند زنجیره به داخل میتوکندری‌ها جهت بتااکسیداسیون آن‌ها انجام می‌دهد. از طرف دیگر مصرف چربی‌ها به عنوان منبع انرژی موجب صرفه جویی در مصرف گلیگوژن عضلات گردیده و با حفظ ذخایر گلیکوژن به تأخیر در بروز خستگی ورزش کار می‌انجامد. میتوکندری را می‌توان موتورخانه یاخته‌های بدن دانست. در واقع انرژی مورد نیاز بدن در این بخش از یاخته‌ها تولید می‌شود.
برخی از شواهد نشان می‌دهد که میزان نیاز به ال-کارنیتین در دوران کودکی و همچنین در زمان‌های خاصی مانند بارداری و شیردهی که میزان نیاز بدن به انرژی افزایش می‌یابد کمی بالا می‌رود که این افزایش نیاز موجب به افزایش تولید این ماده غذایی از سوی بدن می‌شود.
همچنین به‌نظر می‌رسد که وجود ال-کارنیتین برای بهبود کارکرد قلب نیاز است. برای نمونه یک پژوهش نشان داده است میزان کارکرد نابهنجار و تپش غیرعادی قلب پس از ۴۵ هفته مصرف ۴ گرم ال-کارنیتین در روز در بیماران دیابتی که علاوه بر فشار خون بالا از ناراحتی‌های قلبی و رگی رنج می‌بردند به میزان زیادی کاهش یافته و بهبود پیدا نموده است.
همچنین پژوهش دیگر نشان داده است که مصرف روزانه ال-کارنیتین در ورزشکاران می‌تواند حتی تا ۲۵٪ میزان توانایی و ظرفیت فعالیت بدنی را بالا ببرد. افرادی که از مکمل‌های ال-کارنیتین استفاده می‌نمایند بعد از انجام فعالیت‌های بدنی به میزان کمتری دچار خستگی و کوفتگی می‌شوند. این بررسی همچنان نشان داد که مصرف ال-کارنیتین دو ساعت پیش و پس از دویدن به مسافت ۲۰ کیلومتر موجب بروز خستگی کمتر و بازیابی سریعتر قوای بدنی گردد.
همچنین بررسی‌ها نشان داده است که مصرف ۱۰۰ میلی گرم ال-کارنیتین به ازای هر کیلو وزن افراد و کودکان تالاسمی ماژور به مدت ۳ ماه موجب کاهش نیاز بدن این افراد به پالایش خون شود.